# 過ぐる日のやまねこ
『過ぐる日のやまねこ』（すぐるひのやまねこ）は2014年に製作された日本映画。第23回PFFスカラシップ作品。

## 概要
2012年に立教大学現代心理学部映像身体学科の卒業制作として手がけた初長編「くじらのまち」がPFFアワードでグランプリを受賞し、第63回ベルリン国際映画祭など10か国以上で上映された鶴岡慧子による初の劇場公開監督作品であり、スタッフの多くは鶴岡の同級生である。作品は鶴岡の生まれ故郷でもある長野県上田市を舞台とし、現地のあえて観光名所ではない何気ない風景を中心に撮影された。
2015年9月19日から渋谷のユーロスペース他で公開された。
また、モロッコで開催された第15回マラケシュ国際映画祭のコンペティション部門に正式出品され、審査員賞を受賞した。

## あらすじ
東京のガールズバーで働く時子（木下美咲）は、客といさかいを起こし怪我をした上に店をクビになる。途方に暮れ町をさまよい、ふと気付くと目の前には幼い頃に住んでいた田舎町へと向かうバス乗り場が。思わずバスに飛び乗る時子。
その田舎町に住む高校生の陽平（泉澤祐希）は、材木屋を営む父の正一（田中隆三）と二人暮らし。時折、山の中の小屋で絵を描いている。普通の高校生だったが、兄のように慕っていた従業員の和茂（植木祥平）が亡くなってからというもの学校をさぼったりで人が変わったようになってしまっていた。
その日も学校を無断で早退した陽平は山の中の小屋へ。ふと物音に気付いた陽平が小屋の外に出てみると、そこには東京から辿り着いた時子がしゃがみこんでいた。時子に警戒心を抱く陽平だったが、接するうちお互いに心を通わせる。この小屋は時子が幼い頃、亡くなった父親と住んでいたものだった。
正一は源蔵食堂で都会から怪しい女がこの町に来ていて
、それが時子ではないかという噂を耳にする。正一は昔、消防団として崖の下で倒れる時子親子を救助していた。
夜中、家を抜け出した陽平は山の中の小屋へ。
次の日の朝、正一は陽平を心配する幼馴染のアキホ（中川真桜）から時子と陽平が一緒に山の中へと向かって行ったと聞かされる。姿が見えない陽平を不審に思いふたりを追い、山へ。何かに誘われるように山のずっと奥深くへと進んでいくふたり。山の中の小屋を見つけた正一はふたりのためにある行動に出る…

## キャスト
- 枝波時子 - 木下美咲
- 加野陽平 - 泉澤祐希
- 加野正一（陽平の父） - 田中隆三
- 原田和茂 - 植木祥平
- 野村アキホ - 中川真桜[6]
- 野村静恵（アキホの母） - 西尾まり
- 宮原哲（源蔵食堂の常連） - 田中要次
- 岡本一郎（源蔵食堂の常連） - 田上ひろし
- 井上浩二（正一の部下） - 高野春樹
- 田辺俊樹（役場の職員） - 寺十吾
- 中村孝弘（路線バスの運転手） - 柳憂怜
- 小山早苗（アキホと陽平の担任） - 瀬戸夏実
- エリカ（時子の同僚） - 田中こなつ
- バーの店長 - 目黒真希
- バーテンダー - 池田祥一
- バーの客 - 柳谷一成
- ガールズバーの店員 - 今井紫普
- 深夜バスの受付スタッフ - 植勝正
- 枝波玲二（時子の父親） - 草薙仁
- 時子（少女時代） - 為永幸音（ビームアイドルスクール）
- 売店のおばあちゃん - 菱沼つる子

## スタッフ
- 監督・脚本 - 鶴岡慧子[4]
- プロデューサー - 天野真弓
- 撮影 - 小川努
- 照明 - 跡地淳太朗
- 録音・音楽 - 中野弘基
- 美術 - 岡田匡未
- 編集 - 普嶋信一
- 助監督 - 栗本慎介
- 制作担当 - 和氣俊之
- 制作 - PFFパートナーズ（ぴあ/ホリプロ/日活）、アミューズ、コトプロダクション、凸版印刷、Eight and Half提携作品
- 協力 - 上田市/信州上田フィルムコミッション
- 配給・宣伝 - マジックアワー